# Rebazacja
Rebazacja (płyty protezy) – wymiana całego tworzywa, z którego wykonana jest proteza zębowa, z zachowaniem łuku zębowego.

## Wskazania
Obecnie bardzo rzadko wykonywana z powodu niskich kosztów produkcji nowej protezy zębowej. Mimo wszystko, technika ta jest wskazana w sytuacjach gdy:
- stara proteza pacjenta została wykonana z użyciem drogich zębów porcelanowych, wypalanych na indywidualne zlecenie pacjenta,
- proteza posiada dużą porowatość,
- z uwagi na nieestetyczny wygląd niedawno wykonanej protezy, wynikający z wadliwej pielęgnacji lub nieprzestrzegania higieny.

## Przeciwwskazania
- w zębach ze starej protezy występują uszkodzenia, pęknięcia lub są one starte,
- występuje gorsza zdolność adaptacji u pacjenta.

Największą zaletą rebazacji jest możliwość ponownego użycia indywidualnie wypalonych na zlecenie pacjenta zębów porcelanowych oraz duża oszczędność czasu w porównaniu do wykonania protezy od podstaw. Wadą tego procesu jest trwałe zniszczenie starej płyty protezy, co przy słabszej adaptacji pacjenta nie pozwala mu na powrót do starej protezy.